# 大刺蕨
大刺蕨（学名：Bolbitis rhizophylla）为蘿蔓藤蕨科刺蕨屬下的一个种。